# Flux Pavilion
Joshua Kierkegaard G. Steele, bedre kendt under sit kunstnernavn Flux Pavilion er en britisk dubstep producer or DJ, som har været aktiv siden 2008. Sammen med Doctor P, DJ Swan-E og Earl Falconer er han medtifter af pladeselskabet Circus Records. Han er bedst kendt for sine sange "Bass Cannon", "I Can't Stop", "Gold Love, "Daydreamer" og "Do Or Die".